# Walter E. Johnston

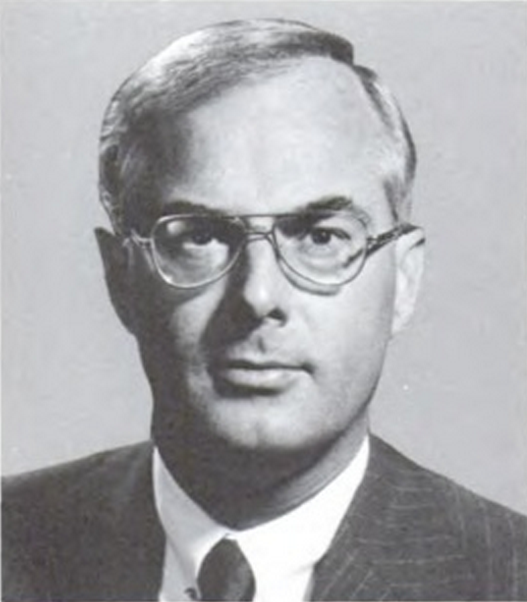
Walter E. Johnston

Walter Eugene Johnston III. (* 3. März 1936 in Winston-Salem, North Carolina; † 28. März 2018) war ein US-amerikanischer Politiker. Zwischen 1981 und 1983 vertrat er den Bundesstaat North Carolina im US-Repräsentantenhaus.

## Werdegang
Walter Johnston besuchte die öffentlichen Schulen seiner Heimat und absolvierte danach bis 1953 die Georgia Military Academy in College Park. Danach studierte er bis 1954 an der Duke University in Durham. Von 1954 bis 1957 war er Soldat der United States Army. Nach seiner Militärzeit setzte er seine Ausbildung bis 1963 an der Wake Forest University in Winston-Salem fort, wo er Jura und Buchhaltung studierte. Nach seiner Zulassung als Rechtsanwalt begann er in Greensboro in diesem Beruf zu arbeiten. Zwischen 1967 und 1980 befasste er sich vor allem mit dem Steuerrecht.
Politisch schloss sich Johnston der Republikanischen Partei an. In den Jahren 1976 bis 1980 besuchte er als Delegierter deren regionale Parteitage in North Carolina. Bei den Kongresswahlen des Jahres 1980 wurde er im sechsten Wahlbezirk von North Carolina in das US-Repräsentantenhaus in Washington, D.C. gewählt, wo er am 3. Januar 1981 die Nachfolge von L. Richardson Preyer antrat, den er bei der Wahl geschlagen hatte. Da er im Jahr 1982 dem Demokraten Charles Robin Britt unterlag, konnte er bis zum 3. Januar 1983 nur eine Legislaturperiode im Kongress absolvieren.
Nach seinem Ausscheiden aus dem US-Repräsentantenhaus wurde Johnston Vorstandsvorsitzender einer Druckerei in Greensboro. 1992 strebte er erfolglos die Nominierung seiner Partei für die Wahlen zum US-Senat an. Im gleichen Jahr wurde er Vorstandsmitglied der Flughafenverwaltung des Piedmont Triad Airport und zog sich politisch zurück. Er lebte abwechselnd in Greensboro und in Saint Petersburg (Florida).